# Земельна ліга
Земельна ліга (ірл. Conradh na Talún) — ірландська політична організація кінця 19 століття, діяльність якої була спрямована на захист інтересів приватних орендарів. Організація мала на меті скасувати поміщицьке землевласництво в Ірландії й дозволити орендарям володіти землею, на якій вони працюють.

## Історія
Передумовами до створення Земельної ліги було проведене 26 жовтня 1878 року зібрання організації Земля Ірландії — людям Ірландії у Каслбарі.
Перший з масових мітингів членів цієї організації відбувся 20 квітня 1879 року в Айріштауні. За різними оцінками, на цьому мітингу були присутні від 15 000 до 20 000 чоловік.
Власне Земельну лігу було створено у готелі Імперіал у Каслбарі, адміністративному центрі графства Майо, 21 жовтня 1879 року. На зустрічі Чарльза Пернелла було обрано главою Ліги.
Чарльз Стюарт Пернелл, Джон Діллон, Майкл Девітт й інші лідери Ліги вирушили до США, щоб зібрати кошти на діяльність організації. Філію Ліги було відкрито й у Шотландії.

## Результати діяльності
Упродовж десятиліття існування Ліги, завдяки зусиллям Вільяма О'Брайєна та Джорджа Віндгема, було прийнято земельні закони 1903 року, що дозволило ірландським селянам викупити землі, на яких вони працювали. Це було неможливим у Великій Британії. До 1914 року 75% земель були викуплені орендарями. Загалом новими землевласниками стали 316 000 чоловік.